# Blaveta estriada
La blaveta estriada (Leptotes pirithous) és una espècie de lepidòpter papilionoïdeu de la família dels licènids (Lycaenidae) present als Països Catalans.

## Distribució
S'estén pel nord d'Àfrica, sud i centre d'Europa i Orient Mitjà fins a l'Índia. Al centre d'Europa i zones fredes és migratòria. Molts dels exemplars que es troben a Europa i als Països Catalans provenen d'exemplars migradors africans. Es pot trobar a les Illes Balears.

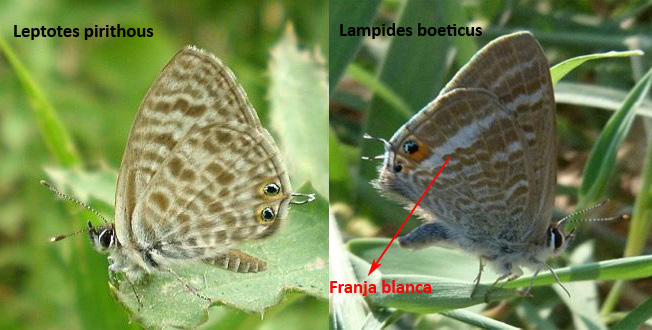
comparativa entre Leptotes pirithous i Lampides boeticus (Tàrrega, Lleida)

## Descripció

### Imago
Envergadura alar d'entre 21 i 30 mm. Similar a Lampides boeticus, però generalment més petita i sense la franja blanca postdiscal al revers de les ales. Com molts licènids, aquesta espècie presenta dimorfisme sexual: anvers blau als mascles i més tons marrons a les femelles. Revers de les ales posteriors acabades en dos ocels i una cua per ala.

### Eruga
Robusta; el seu cos s'aplana a cada segment abdominal. Recoberta d'una fina pilositat curta que brilla amb la llum donant un aspecte vellutat. Pot ser de diverses coloracions (polimòrfica), normalment o verd clara, rosada o ambdues coses alhora.

## Hàbitat
Hàbitat variat, normalment herbassars càlids i secs, llindars de camins... L'eruga s'alimenta diversos gèneres i espècies de Fabaceae, Lythraceae, Plumbaginaceae, Rosaceae i Ericaceae com Plumbago capensis, Indigofera, Rynchosia, Vigna, Burkea, Mundulea, Melilotus, Crataegus, Quercus suber, Medicago sativa, Trifolium alexandrium, Arachis hypogaea, Lythrum, Calluna, Genista, Dorycnium, Lythrum salicaria, Calluna vulgaris, Onobrychis viciifolia, Ulex, Melilotus alba...

## Període de vol
Allà on resideix és polivoltina, volant des de febrer fins a novembre. Als Països Catalans es torna molt comuna a finals d'estiu i tardor. No se sap amb certesa si en el seu cicle hi ha diapausa; en captivitat no se l'ha aconseguit induir.